# 技术民粹主义
技术民粹主义指支持专家统治，或是与特定技术（通常是信息技术）相关的民粹主义，或者是任何使用数字媒体传播的民粹主义意识形态。它可以分别被单个政治人物或整个政治运动所采用。类似术语有技术官僚民粹主义和网络民粹主义。意大利的五星运动和法国的复兴党被描述为技术民粹主义政治运动。